# Estany Gran de la Vall del Riu
Estany Gran de la Vall del Riu är ett vattenmagasin i Andorra. Det ligger i parroquian Canillo, i den centrala delen av landet. Estany Gran de la Vall del Riu ligger 2 559 meter över havet.
I trakten runt Estany Gran de la Vall del Riu förekommer i huvudsak kala bergstoppar och gräsmarker.